# 2020년 하계 패럴림픽 폴란드 선수단
폴란드는 2021년 8월 24일부터 9월 5일까지 일본 도쿄도에서 열린 제17회 하계 패럴림픽에 참가했다.

## 종목별 성적

### 탁구
여자
- 나탈리아 파르티카

## 같이 보기
- 2020년 하계 올림픽 폴란드 선수단